# Королевское садоводческое общество
Короле́вское садово́дческое о́бщество (англ. The Royal Horticultural Society (RHS)) основано в 1804 году в Лондоне как садоводческое общество. Своё нынешнее название получило в 1861 году по Королевской хартии, подписанной принцем Альбертом. Является одной из ведущих садоводческих организаций в мире, его деятельность посвящена продвижению и развитию садоводства.
Благотворительная работа общества имеет важное значение для охраны растений, садов и зелёных зон для будущих поколений.
Общество является организатором всемирно известных садоводческих шоу, таких как Выставка цветов в Челси (англ.), Hampton Court Garden Festival (англ.), Tatton Park Flower Show (англ.) и цветочное шоу в Кардиффском замке, где демонстрируются лучшие сады и растения.
Королевское садоводческое общество занимается оценкой садовых растений, выращиваемых в открытом грунте и теплицах Великобритании. По итогам испытания в садах или специализированных коллекциях лучшим видам и сортам общество ежегодно присуждает премии Award of Garden Merit.

## Регистрация растений
Королевское садоводческое общество является одной из регистрирующих организаций — International Cultivar Registration Authorities (англ.). В настоящее время регистрируются ломоносы, хвойные растения, нарциссы, георгины, дельфиниумы, гвоздики, лилии, орхидеи и рододендроны.